# Aquascope

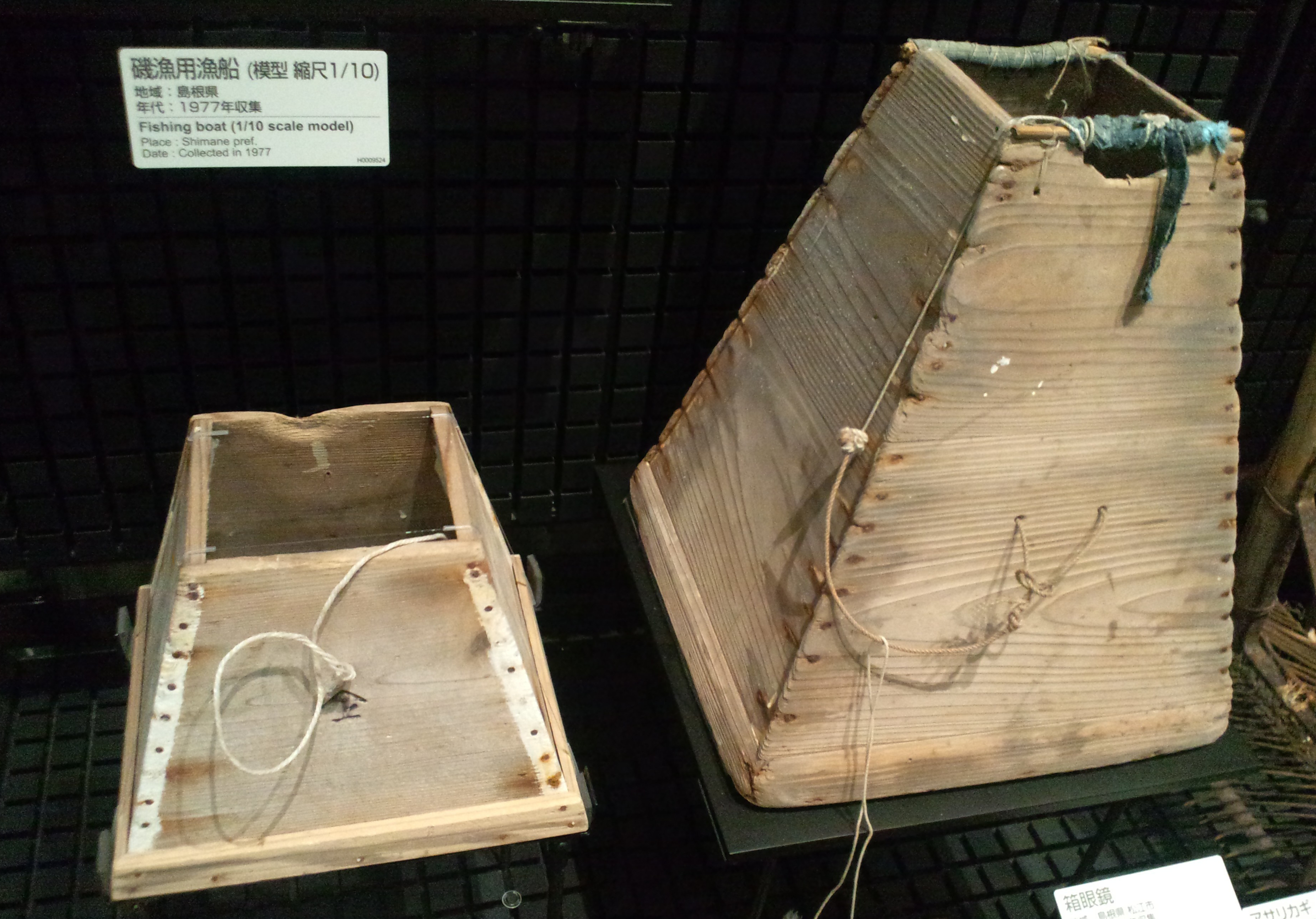
Visor submarí - Museu Nacional d'Etnologia, Osaka - Recollit el 1976

Un aquascope (també anomenat bathyscope) és un dispositiu de visió submarina. Es fa servir per veure el món submarí des de terra ferma o des d'un vaixell. Elimina l'enlluernament de la superfície del mar i permet veure el que la claredat de l'aigua i la llum permetin. El visor submarí pot ser utilitzat per observar esculls, comprovar amarratges, discos de Secchi i altre treball de recerca. És també utilitzat com a eina educativa per mirar plantes, criatures i hàbitats sota la superfície de rius, llacs i mars.
Una versió més avançada, un telescopi submarí va ser patentat per Sarah Mather el 1845 -; i permetia als vaixells inspeccionar les profunditats de l'oceà. Va utilitzar una làmpada de trementina en un globus de vidre que s'enfonsava a l'aigua. El dispositiu permetia examinar el casc del vaixell i altres detalls des de la coberta de la barca. El 1864 Sarah Mather va afegir una millora - Patent dels EUA (Patent Nº 43.465 a la seva invenció anterior per detectar submarins de guerra sudistes.
Es pot utilitzar per a fotografies submarines a poca profunditat.

## Construcció
L'instrument ha estat anomenat popularment telescopi d'aigua (water telescope), per raó de la potència que dona el seu ús per poder veure sota la superfície de l'aigua, consisteix en un tub de metall o fusta, de longitud adequada, que permet a una persona mirar dins l'aigua des del costat d'una barca, amb el cap recolzat en l'extrem superior del tub, mentre que l'extrem inferior està per sota de la superfície de l'aigua. L'extrem superior té una forma irregular, que s'hi pot recolzar el cap cómodament, mentre els dos ulls poden mirar lliurement a través del tub. A l'extrem inferior s'hi fixa una placa de vidre (estanca a l'aigua) que, en l'ús normal, s'ha de mantenir sota la superfície de l'aigua.
Una mida prou convenient per a l'instrument representat a la figura, és fer que la longitud AC, tingui 3 peus de llargària i la boca A, on s'aplica la cara, sigui d'una forma ovalada irregular, permetent que els dos ulls puguin veure lliurement a través del tub, amb un rebaix per un costat, de manera que el nas pugui respirar lliurement i no projecti la humitat de l'alè dins del tub. L'element B és una placa rodona de vidre de 8 polzades de diàmetre, la qual sobre la vora C, té acoblada una argolla de plom d'una polzada de gruix i 3 polzades de profunditat; el pes del plom serveix per ajudar a enfonsar lleugerament el tub dins l'aigua. S'han de proporcionar forats en els costats entre B i C, per tal de deixar escapar l'aire i facilitar el contacte de l'aigua en amb el vidre A cada costat hi ha un mànec per poder subjectar l'instrument.

## Galeria

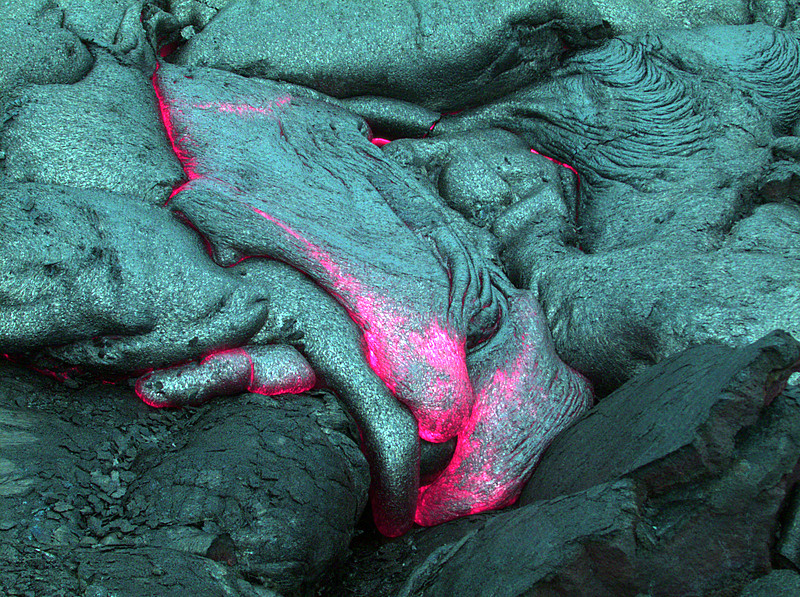
Lava submarina de Hawaii fotografiada emprant un batiscopi
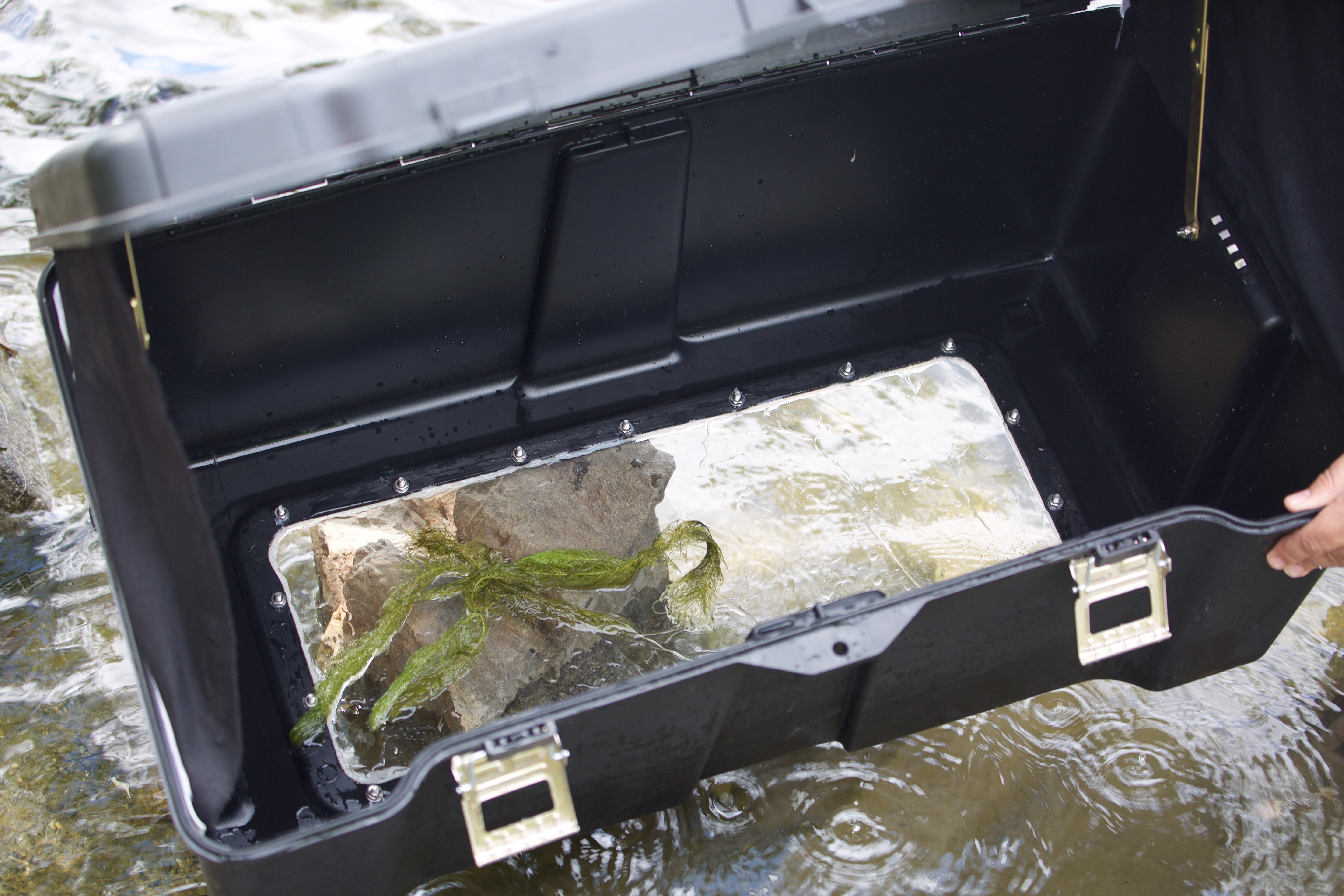
Aquascope portàtil
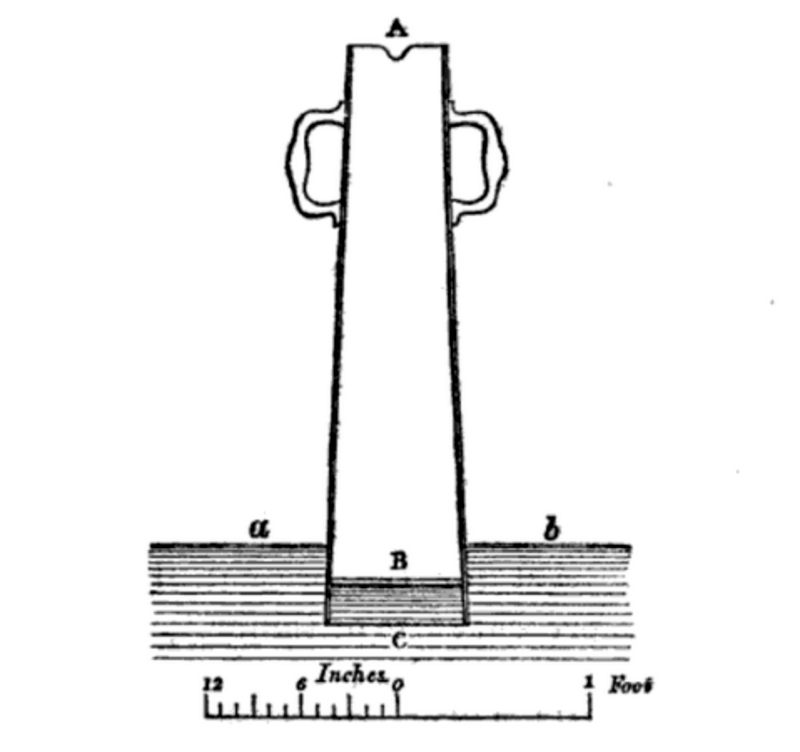
Batiscopi de 1850
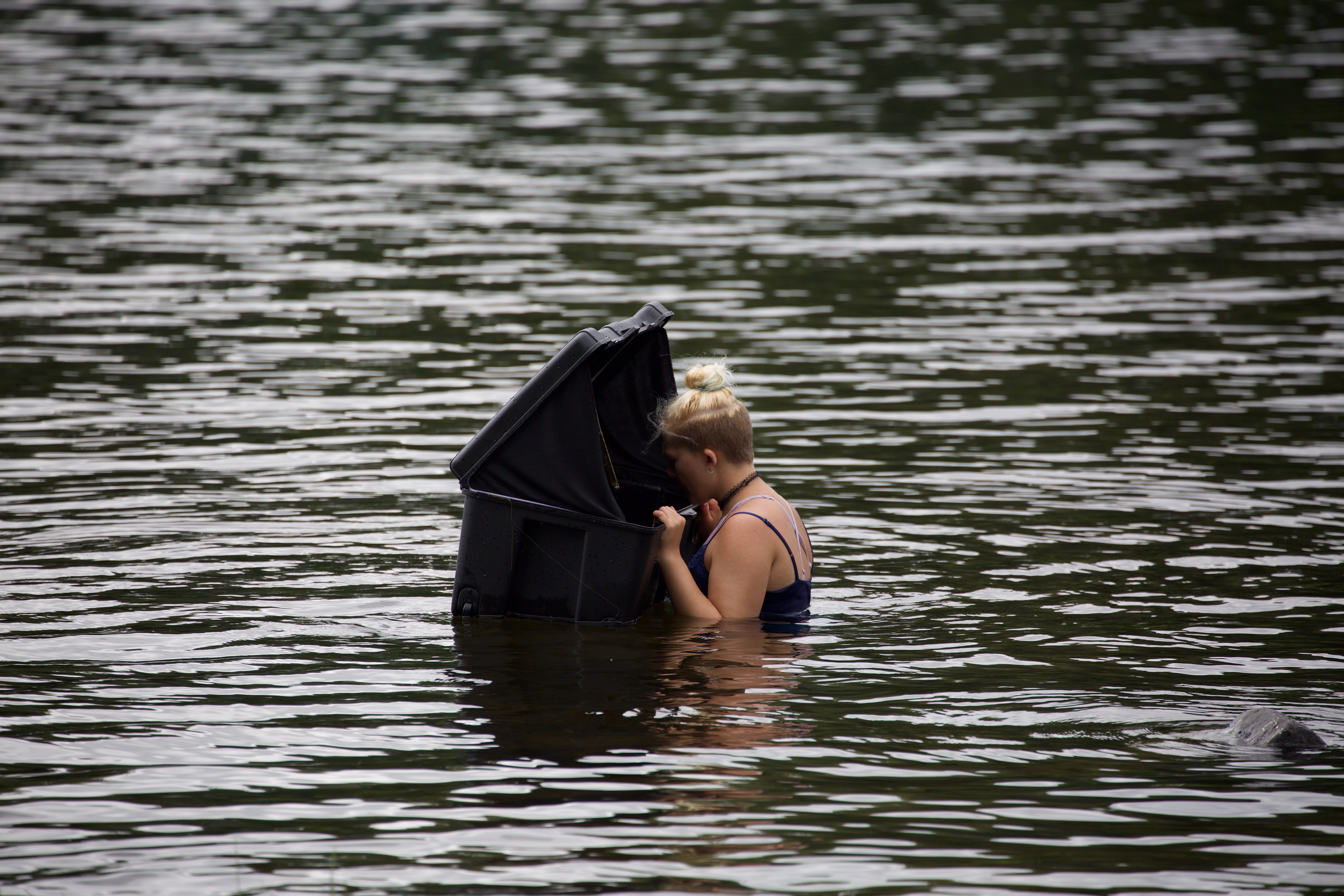
Acquascope en ús
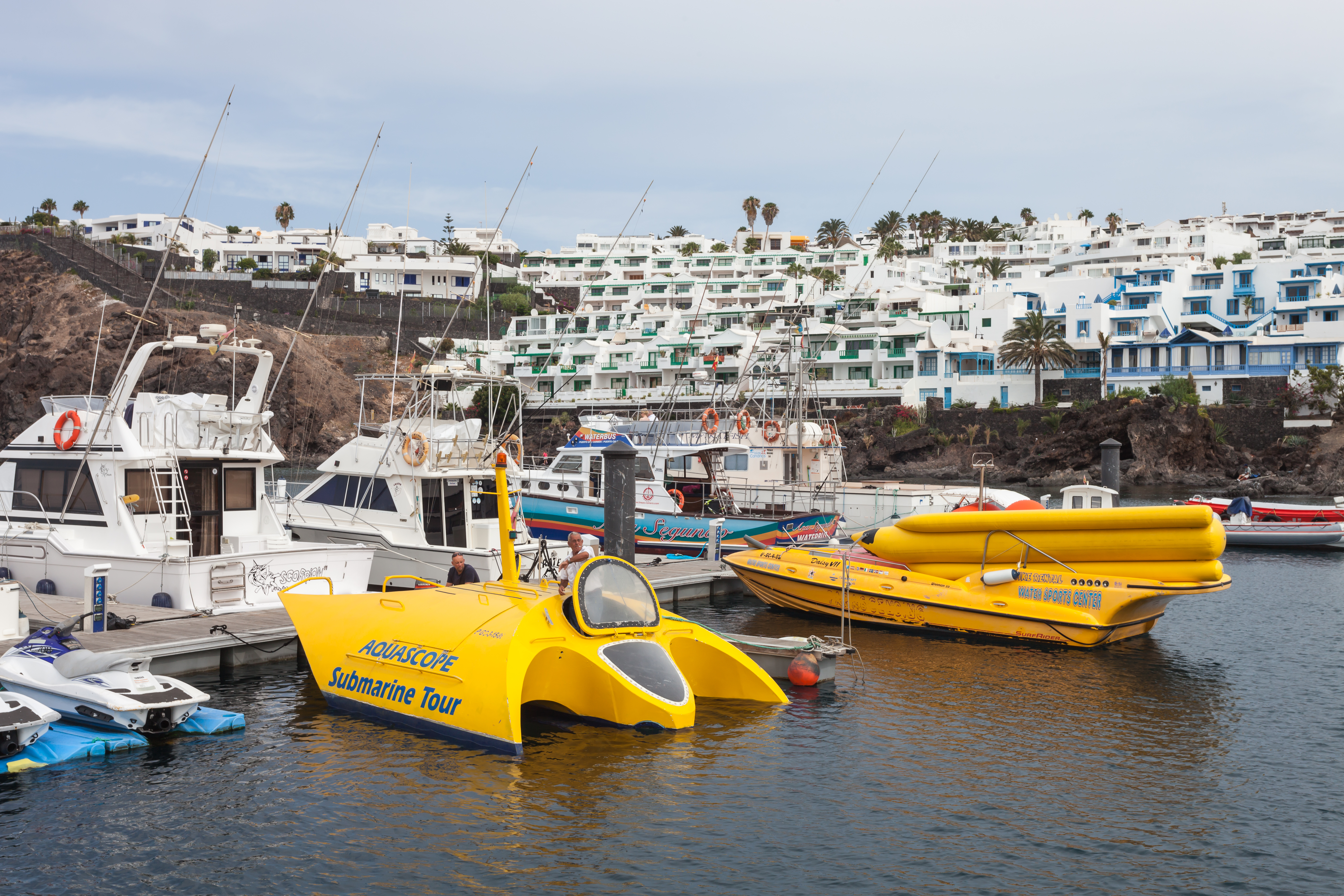
Barques per turistes: tour submarí Aquascope... Port de Puerto del Carmen, Tías, Lanzarote, Espanya